# Marek Sapara
Marek Sapara (Košice, 31 de julho de 1982) é um ex-futebolista profissional eslovaco que atuava como meio-campista. Ele foi assistente técnico do MFK Ružomberok. Sapara apareceu na Copa do Mundo FIFA de 2010 na África do Sul.

## Carreira no clube

### Rosenborg
Sapara ingressou no Rosenborg em 2006, fazendo sua estreia pela seleção norueguesa em 10 de setembro de 2006, em uma partida contra o Sandefjord. No dia 26 de setembro, ele marcou seu primeiro gol pelo clube contra o Odd Grenland.

### Trabzonspor
Em setembro de 2011, Sapara ingressou no Trabzonspor junto com Róbert Vittek, por uma taxa de transferência de 200 mil euros. Em 5 de janeiro de 2012, ele foi emprestado ao Gaziantepspor até o final da temporada 2011-12.

### Retorno para Ružomberok
Em 2015, Sapara regressou ao MFK Ružomberok, onde encerrou a carreira em 2018. Tornou-se então treinador adjunto de Ján Haspra na equipa reserva de Ružomberok. Em junho de 2019, Haspra e Sapara passaram a gerenciar o time principal.

## Carreira internacional
Sapara fez parte da seleção sub-21 da Eslováquia. Estreou-se pela seleção principal em 2005.[carece de fontes?]